# Oxigénegyenleg
Az oxigénegyenleg egy jelzőszám, amelyet általában robbanóanyagokra illetve azok keverékeire használnak. Megmutatja, hogy a robbanóanyagban mekkora a tényleges oxigénmennyiség a teljes oxidációhoz szükséges oxigénmennyiséghez képest százalékban. Robbanó tulajdonságú szerves vegyületek széntartalma ideális esetben szén-dioxiddá, hidrogén tartalma pedig vízzé oxidálódik. A nitrogéntartalom elemi nitrogénként, míg az esetleges fémtartalom fém-oxid formájában szabadul fel. A valóságban azonban számtalan egyéb vegyület is keletkezik robbanások során, amelyek a robbanóanyagra jellemző „ujjlenyomatot” hagynak hátra. A robbanásra felírt kémiai reakcióegyenletek kivétel nélkül idealizált folyamatok.

## Számítása
Az oxigénegyenleg egy adott kémiai vegyület esetén az alábbi formulával számítható:
{\displaystyle OE\%={\frac {-1600}{M_{r}}}\times (2C+(H/2)+M-O)}
Ahol:
Mr: a vegyület relatív molekulatömege
C: a molekulánkénti szénatomok száma
H: a molekulánkénti hidrogénatomok száma
M: a molekulánkénti fématomok száma
O: a molekulánkénti oxigénatomok száma

### Példa a számításra
A hexogén összegképlete: C3H6N6O6, relatív molekulatömege (Mr): 222,1.
Ekkor:
C = 3
H = 6
O = 6
{\displaystyle OE\%={\frac {-1600}{222{,}1}}\times (6+3-6)=-21{,}61}

## Csoportosítás
Robbanóanyagokat oxigénegyenlegük alapján három csoportba soroljuk:

### Negatív
Negatív az oxigénegyenleg ha a vegyület vagy keverék nem tartalmaz elegendő oxigént és a fent említett „ideális eset” nem jön létre. Ilyenkor a széntartalom része vagy egésze csupán szén-monoxidig oxidálódik. Szélsőséges esetben elemi szén és hidrogén is felszabadulhat.
A TNT robbanásakor lejátszódó kémiai folyamat:
{\displaystyle \mathrm {2\ C_{7}H_{5}N_{3}O_{6}\rightarrow 3\ N_{2}+5\ H_{2}O+7\ CO+7\ C} }
Az egyenletből látható, hogy a TNT robbanásakor szén-monoxid és elemi szén is keletkezik. Vagyis a molekulája oxigénhiányos. Oxigénegyenlege mindössze −74%.
Az ilyen robbanóanyagokhoz előszeretettel kevernek pozitív egyenlegű vegyületeket – például ammónium-nitrátot – ezzel növelve a robbanáskor felszabaduló energiát.

### Nulla
Nulla az oxigénegyenleg abban az esetben ha a vegyület vagy keverék pontosan annyi oxigént tartalmaz, amely a széntartalmat széndioxiddá és a hidrogéntartalmat vízzé alakítja. Elvileg ez tekinthető a robbanóanyagok legkedvezőbb állapotának. Elméletileg ilyenkor maximális az energia-felszabadulás.
A nitroglikol robbanásakor lejátszódó folyamat:
{\displaystyle \mathrm {C_{2}H_{4}N_{2}O_{6}\rightarrow N_{2}+2\ H_{2}O+2\ CO_{2}} }

### Pozitív
Amennyiben az oxigénegyenleg pozitív, a vegyület vagy keverék fölösleges oxigénnel bír, ami robbanáskor elemi állapotban szabadul fel. Elvileg ez már további energia-felszabadulással nem jár, hiszen már valamennyi szén és hidrogén maximális oxidációs állapotban van. Valójában az enyhén pozitív egyenlegű robbanóanyagok esetén érhető el maximális energiafelszabadulás.
A nitromannit robbanásakor lejátszódó folyamat:
{\displaystyle \mathrm {C_{6}H_{8}N_{6}O_{18}\rightarrow 3\ N_{2}+4\ H_{2}O+6\ CO_{2}+O_{2}} }

## Táblázat
| Vegyület neve      | Oxigénegyenleg |
| ------------------ | -------------- |
| TNT                | −73,9%         |
| Hexanitro-sztilbén | −67,5%         |
| Tetril             | −47,4%         |
| Pikrinsav          | −45,4%         |
| Nitrometán         | −39,3%         |
| Nitro-cellulóz     | −24,2%         |
| Hexogén            | −21,6%         |
| Oktogén            | −21,6%         |
| CL-20              | −11,0%         |
| Metil-nitrát       | −10,4%         |
| Nitropenta         | −10,1%         |
| Nitroglikol        | 0%             |
| Hexanitro-benzol   | 0%             |
| Oktanitro-kubán    | 0%             |
| Nitroglicerin      | +3,5%          |
| Nitromannit        | +7,1%          |
| Ammónium-klorát    | +15,8%         |
| Ammónium-nitrát    | +20,0%         |
| Ammónium-perklorát | +27,2%         |
| Kálium-klorát      | +32,6%         |
| Kálium-nitrát      | +39,6%         |
| Kálium-perklorát   | +40,4%         |
| Tetranitro-metán   | +49,0%         |